# Gelbnasenalbatros

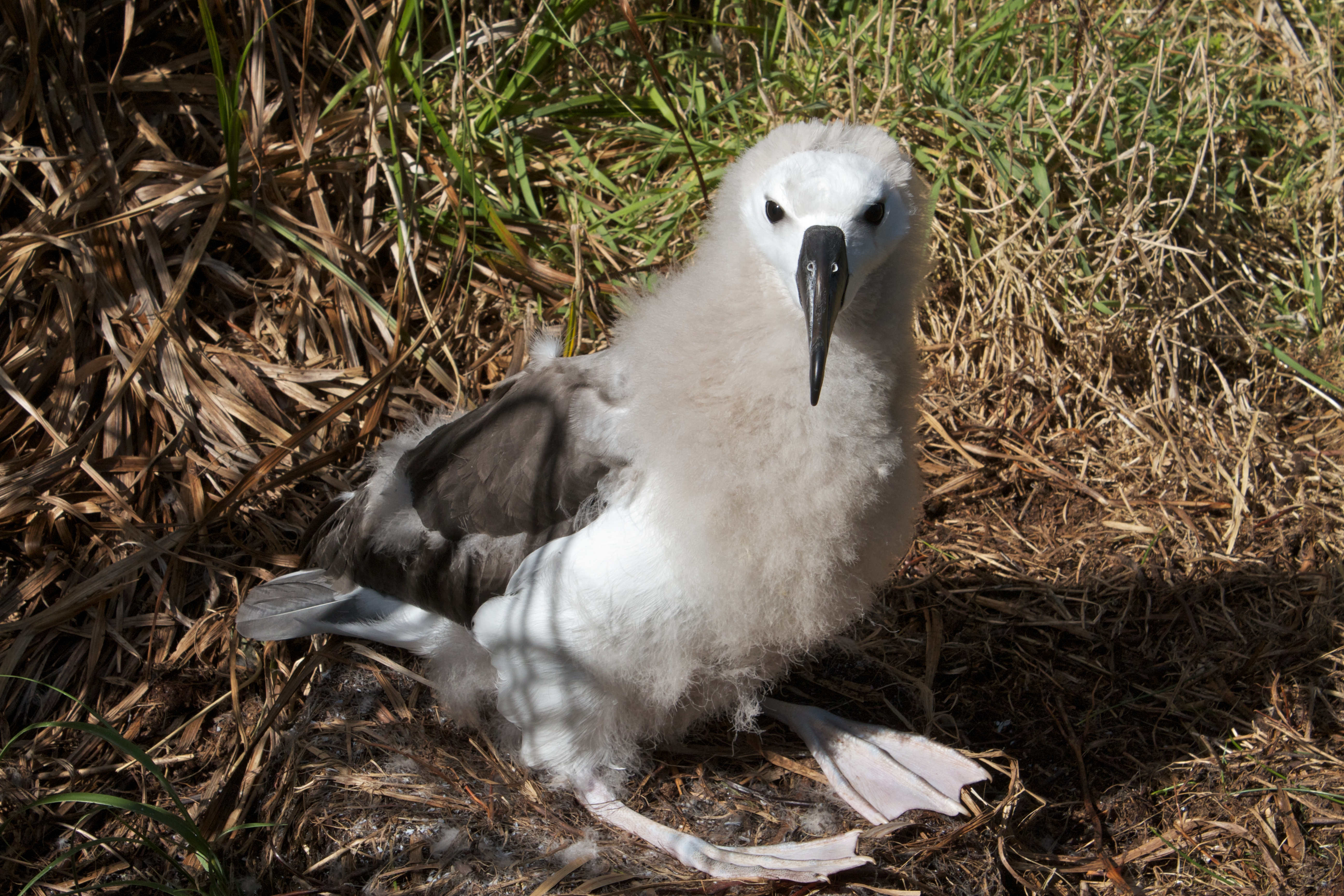
Jungvogel

Der Gelbnasenalbatros (Thalassarche chlororhynchos) ist eine Vogelart aus der Familie der Albatrosse (Diomedeidae). Es wird vermutet, dass der Gelbnasenalbatros für die Samenverbreitung von Phylica arborea zwischen der Amsterdam-Insel und der Gough-Insel, die 7200 km voneinander entfernt sind, verantwortlich ist. Er wird auch Atlantischer Gelbnasenalbatros genannt.

## Erscheinungsbild
Der Gelbnasenalbatros ist mit einer Körperlänge von 76 Zentimeter und einem Körpergewicht von 2,5 Kilogramm der kleinste Albatros, der in den südlichen Meeren lebt.
Gelbnasenalbatrosse haben ein schwarz-weißes Körpergefieder. Der schwarze Schnabel hat einen gelben Rand und eine gelbe Spitze. Die Vögel leben überwiegend von Tintenfischen und Fischen. Sie weisen keinen Geschlechtsdimorphismus auf und beide Elternvögel sind an der Versorgung ihres Kükens beteiligt, das nach etwa vier Monaten flügge ist. 

## Verbreitung und Gefährdung
Der Gelbnasealbatros kommt, wie die meisten Albatrosarten, im Südlichen Ozean vor. Obwohl es noch 58.000 Exemplare des Gelbnasenalbatrosses gibt, steht die Art als stark gefährdet auf der Roten Liste gefährdeter Arten (vgl. Wanderalbatros Diomedea exulans, 26.000 Exemplare).

## Belege